# 박진철 (탁구 선수)
박진철(1982년 6월 12일~)은 대한민국의 장애인 탁구 선수로, 2020년 하계 패럴림픽에서 남자 단신 TT2에서 동메달, TT1-2에서 은메달을 획득했다.